# Micrurus margaritiferus
Espèce
Micrurus margaritiferus est une espèce de serpents de la famille des Elapidae. 

## Répartition
Cette espèce se rencontre dans le nord-est du Pérou et en Équateur.

## Description
C'est un serpent venimeux.

## Publication originale
- Roze, 1967 : A check list of the New World venomous coral snakes (Elapidae), with descriptions of new forms. American Museum Novitates, no 2287, p. 1-60 (texte intégral).